# Aux-Marais
Aux Marais (o localmente Aux-Marais) es una comuna de Francia situada en el departamento de Oise, en la región Hauts-de-France.

## Demografía
| 427 | 501 | 550 | 698 | 693 | 682 | 860 |
| Para los censos de 1962 a 1999 la población legal corresponde a la población sin duplicidades (Fuente: INSEE [Consultar]) |     |     |     |     |     |     |